# Big Brother (serie)

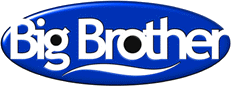
Logo internazionale del Big Brother

Big Brother è un format di reality show creato dall'imprenditore, produttore e autore televisivo olandese John de Mol, ed è trasmesso in oltre 40 paesi nel mondo.

## Versioni diBig Brother
| Nazione            | Titolo locale                                     | Rete televisiva | Presentatore | Vincitori |
| Africa             | Big Brother                                       | M-Net | Ikponmwosa Osakioduwa (4–) Kabelo Ngakane (2–3) Mark Pilgrim (1) | - Edizione 1, 2003: Cherise Makubale - Edizione 2, 2007: : Richard Dyle Bezuidenhout - Edizione 3, 2008: : Ricardo Venancio - Edizione 4, 2009: : Kevin Chuwang - Edizione 6, 2011: : Karen Igho & Zimbabwe Wendall Parsons - Edizione 7, 2012: : Keagan Petersen - Edizione 8, 2013: : Dillish Matthews - Edizione 9, 2014: : Idris Sultan - Edizione 10: Confermata |
| Africa             | Big Brother Africa: All-Stars                     | M-Net | Ikponmwosa Osakioduwa (4–) Kabelo Ngakane (2–3) Mark Pilgrim (1) | - Edizione 5, 2010: Uti Nwachukwu |
| Albania            | Big Brother Albania                               | Top Channel | Mark Pilgrim (1ª) Kabelo Ngakane (2ª-3ª) Ikponmwosa Osakioduwa (4ª-9ª) | - Edizione 1, 2008: Arbër Çepan - Edizione 2, 2009: Qetsor Ferunaj - Edizione 3, 2010: Jetmir Salaj - Edizione 4, 2011: Ermela Mezuraj - Edizione 5, 2012: Arbër Zeka - Edizione 6, 2013: Anaidi Kaloti - Edizione 7, 2014: Nevila Omeri - Edizione 8, 2015: Vesel Kurtishaj - Edizione 9, 2017: Danjel Dedndreaj & Fotini Derxho |
| Albania            | Big Brother VIP                                   | Top Channel | TBA | - Edizione 1, 2018: Confermata |
| Argentina          | Gran Hermano                                      | Telefe (2001-2003) DirecTV (1-3)-(6-7) América TV (8°) Cablevisión | Soledad Silveyra (1ª-3ª) Jorge Rial (4ª-9ª) Mariano Peluffo (7ª) | - 1ª Edizione, 2001: Marcelo Corazza - 2ª Edizione, 2001: Roberto Parra - 3ª Edizione, 2002-2003: Viviana Colmenero - 4ª Edizione, 2007: Marianela Mirra - 5ª Edizione, 2007: Esteban Moraís - 6ª Edizione, 2010-2011: Cristian Urrizaga - 7ª Edizione, 2011-2012: Rodrigo Fernández - 8ª Edizione, 2015: Francisco Delgado - 9ª Edizione, 2016: Luis Fabián Galessio - 10ª Edizione: Confermata |
| Argentina          | Gran Hermano Famosos                              | Telefe, Cablevisión (24H), Multicanal8 (24H) | Jorge Rial (1ª) | - 1ª Edizione, 2007: Diego Leonardi - 2ª Edizione: Confermata |
| Australia          | Big Brother Australia                             | Network Ten (1ª-8ª) Nine Network (9ª-11ª) | Gretel Killeen (1ª-7ª) Kyle Sandilands (8ª) Jackie O (8ª) Sonia Kruger (9ª-11ª) | - 1ª Edizione, 2001: Ben Williams - 2ª Edizione, 2002: Peter Corbett - 3ª Edizione, 2003: Regina Bird - 4ª Edizione, 2004: Trevor Butler - 5ª Edizione, 2005: Greg Mathew10 - 6ª Edizione, 2006: Jamie Brooksby - 7ª Edizione, 2007: Aleisha Cowcher - 8ª Edizione, 2008: Terri Munro - 9ª Edizione, 2012: Benjamin Norris - 10ª Edizione, 2013: Tim Dormer - 11ª Edizione, 2014: Ryan Ginns |
| Australia          | Celebrity Big Brother                             | Network Ten | Gretel Killeen (1ª) | - 1ª Edizione, 2002: Dylan Lewis |
| Penisola balcanica | Veliki Brat Proba                                 | B92 | Marijana Mićić (1ª) | - 1ª Edizione, 2006: Jelena Provči & Marko Miljković |
| Penisola balcanica | Veliki Brat                                       | Pink BH (1ª-4ª) OBN (5ª) A1 (3ª) Sitel (4ª-5ª) Pink M (1ª-4ª) Prva (5ª) B92 (1ª-4ª, 5ª) RTV Pink (4ª) Prva (5ª) | Marijana Mićić (1ª, 3ª-4ª) Irina Vukotić (1ª, 3ª) Ana Mihajlovski (2ª) Skaj Vikler (5ª)                                                                                                   | - 1ª Edizione, 2006: Ivan Ljuba - 2ª Edizione, 2007: Cancellato - 3ª Edizione, 2009: Vladimir Arsić „Arsa” - 4ª Edizione, 2011: Marijana Čvrljak14 - 5ª Edizione, 2015: Darko „Spejko” Petkovski14 |
| Penisola balcanica | Veliki Brat VIP                                   | Pink BH (1ª-4ª) OBN (5ª) Sitel (4ª-5ª) Pink M B92 (1ª-2ª, 5ª-6ª) RTV Pink (3ª-4ª) | Ana Mihajlovski (1ª-2ª) Irina Vukotić (1ª) Milan Kalinić (2ª-3ª) Marijana Mićić (3ª-5ª) Dragan Marinković (4ª)                                                                            | - 1ª Edizione, 2007: Saša Ćurčić „Đani” - 2ª Edizione, 2008: Mirjana „Mimi” Đurović - 3ª Edizione, 2009: Miroslav „Miki” Đuričić - 4ª Edizione, 2010: Milan Marić „Švaba” - 5ª Edizione, 2013: Žarko Stojanović |
| Belgio             | Big Brother                                       | Kanaal 2 | Walter Grootaers (1ª-6ª) | - 1ª Edizione, 2000: Steven Spillebeen - 2ª Edizione, 2001: Ellen Dufour - 3ª Edizione, 2002: Kelly Vandevenne - 4ª Edizione, 2003: Kristof van Camp - 5ª Edizione, 2006: Kirsten Janssens - 6ª Edizione, 2007: Diana Ferrante |
| Brasile            | Big Brother Brasil                                | TV Globo DirecTV Brasil16 (24H) (1ª-6ª) NET (24H) SKY Brasil (24H) (1ª-6ª, 8ª-17ª) TVA17 (24H) (1ª-12ª) SKY+DirecTV (24H) (7ª) Telefônica TV Digital18 (24H) (8ª-12ª) Vivo (24H) (13ª-16ª) Oi TV (24H) (9ª-16ª) Via Embratel19 (24H) (9ª-12ª) CTBC TV (24H) (11ª-16ª) GVT TV20 (24H) (12ª-16ª) Claro TV (24H) (13ª-16ª) | Marisa Orth (1ª) Pedro Bial (1ª-16ª) Tiago Leifert (17ª-21ª) Tadeu Schmidt (22ª-) | - 1ª Edizione, 2002: Kleber Bambam - 2ª Edizione, 2002: Rodrigo Cowboy - 3ª Edizione, 2003: Dhomini - 4ª Edizione, 2004: Gecilda da Silva - 5ª Edizione, 2005: Jean Wyllys - 6ª Edizione, 2006: Mara Viana - 7ª Edizione, 2007: Diego Alemão - 8ª Edizione, 2008: Rafinha Ribeiro - 9ª Edizione, 2009: Max Porto - 10ª Edizione, 2010: Marcelo Dourado - 11ª Edizione, 2011: Maria Mellilo - 12ª Edizione, 2012: Fael Cordeiro - 13ª Edizione, 2013: Fernanda Keulla - 14ª Edizione, 2014: Vanessa Mesquita - 15ª Edizione, 2015: Cézar Lima - 16ª Edizione, 2016: Munik Nunes - 17ª Edizione, 2017: Emilly Araújo - 18ª Edizione, 2018: Gleici Damasceno - 19ª Edizione, 2019: Paula von Sperling - 20ª Edizione, 2020: Thelma Assis - 21ª Edizione, 2021: Juliette - 22ª Edizione, 2022: Arthur Aguiar - 23ª Edizione, 2023: Amanda Meirelles - 24ª Edizione, 2024: Davi Brito - 25ª Edizione, 2025: Renata Saldanha |
| Bulgaria           | Big Brother                                       | NTV Nova+ (24H) (1ª-4ª) CableTel (24H) (1ª) | Niki Kunchev (1ª-3ª, 5ª) Milen Tsvetkov (4ª) | - 1ª Edizione, 2004–2005: Zdravko Vasilev - 2ª Edizione, 2005: Miroslav Atanasov - 3ª Edizione, 2006: Lyubov Stancheva - 4ª Edizione, 2008: Georgi Alourkov - 5ª Edizione, 2015: Nikita Jönsson |
| Bulgaria           | VIP Brother                                       | Nova Television Diema 2 (3ª) Diema Family (4ª) Nova+ (24H) (1ª-2ª) | Niki Kunchev | - 1ª Edizione, 2006: Konstantin Slavov - 2ª Edizione, 2007: Hristina Stefanova - 3ª Edizione, 2009: Deyan Slavchev - 4ª Edizione, 2012: Orlin Pavlov - 5ª Edizione, 2013: Stanka Zlateva - 6ª Edizione, 2014: Vladislav Karamfilov - 7ª Edizione, 2015: Gino Tashev - 8ª Edizione, 2016: Miglena Angelova - 9ª Edizione, 2017: Yonislav Yotov - Toto |
| Bulgaria           | Big Brother All Stars                             | Nova Television Diema Family (live; 1) | Niki Kunchev | - 1ª Edizione, 2012: Nikola Nasteski - Lester - 2ª Edizione, 2013: Zlatka Dimitrova - 3ª Edizione, 2014: Todor Slavkov - 4ª Edizione, 2015: Desislava - 5ª Edizione, 2017: Gino Biancalana |
| Bulgaria           | Big Brother Family                                | Nova Television Diema Family (live; 1) | Niki Kunchev | - 1ª Edizione, 2010: Eli & Veselin Kuzmovi |
| Canada             | Loft Story                                        | TQS | - 1ª Renée-Claude Brazeau - 2ª Isabelle Maréchal - 3ª Marie Plourde - 4ª Marie Plourde - 5ª Marie Plourde - 6ª Pierre-Yves Lord                                                           | - Julie Lemay & Samuel Tissot - Mathieu Baron & Stéphanie Bélanger - Jean-Philippe Anwar & Kim Rusk - Mathieu Surprenant - Charles-Éric Boncoeur |
| Cina               | Big Brother China: Edizione Pilota                | Youku Tudou | Zhou Wentao (1ª -) | - 1ª Edizione, 2015-2016: Tan Xiangjun |
| Colombia           | Gran Hermano                                      | Caracol TV (1ª) Citytv (2ª) | Adriana Arango (1ª) Agmeth Escaf (2ª) | - 1ª Edizione, 2003: Mónica Patricia Tejón - 2ª Edizione, 2011: Diana Hernández |
| Croazia            | Big Brother                                       | RTL Televizija | Daria Knez (1ª) Antonija Blaće (2ª-7ª) Marijana Batinić (8ª) | - 1ª Edizione, 2004: Saša Tkalčević - 2ª Edizione, 2005: Hamdija Seferović - 3ª Edizione 2006: Danijel Rimanić - 4ª Edizione, 2007: Vedran Lovrenčić - 5ª Edizione, 2008: Krešimir Duvančić - 6ª Edizione, 2011: Marijana Čvrljak - 7ª Edizione, 2015: Darko Petkovski - 8ª Edizione, 2016: Romano Obilinović |
| Danimarca          | Big Brother                                       | TV Danmark | | - Jill Liv Nielsen (102 giorni) - Carsten B. Berthelsen (104 giorni) - Johnni Madsen - Edizione in corso di svolgimento |
| Ecuador            | Gran Hermano                                      | Ecuavisa | Website | - David Burbano (120 giorni) |
| Filippine          | Pinoy Big Brother                                 | ABS-CBN | Website | - Nene Tamayo (112 giorni) - Beatriz Saw (126 giorni) - Melisa Cantiveros (133 giorni) - Slater Young (155 giorni) |
| Finlandia          | Big Brother                                       | SubTV | Website | - Perttu Sirviö - Sari Nygren - Sauli Koskinen - Anniina Mustajärvi - Aso Alanso - Niko Nousiainen - Janica Kortman |
| Francia            | Loft Story (2001-2002) / Secret Story (2007-2016) | M6 / TF1 | Website / secretstory.fr | - Christoph Mercy & Loanna Petrucciani (Loft Story 1) - Karina Delgado & Thomas Saillofest (Loft Story 2) - Cyrielle, Majorie, Johanna (Secret Story 1) - Mathias Pohl (Secret Story 2) - Emilie NefNaf (Secret Story 3) - Benoit Dubois (Secret Story 4) - Marie Garet (Secret Story 5) - Nadège (Secret Story 6) - Anaïs Camizuli (Secret Story 7) - Leïla (Secret Story 8) |
| Germania           | Big Brother                                       | RTL II | Website | - John Milz 250.000 DM (99 giorni) - Alida Kurras 250.000 DM (106 giorni) - Karina Schreiber 300.000 DM (106 giorni) - Jan Geilhufe Montepremi 90.000€ (99 giorni in 2 case) - Sascha Sirtl Montepremi 1.000.000€ (1 anno in 3 case) - Michael Knopf Montepremi 267.443 € (1 anno in 3 case) - Michael Carstensen Montepremi 250.000€ (150 giorni in 1 casa) - Isi Kaufmann 250.000€ (183 giorni in 2 case) - Daniel Schöller €250.000 (211 giorni in 2 case) - Timo Grätsch €250.000 (211 giorni in 1 casa) - Marco Sonnen €125.000 (134 giorni in 1 casa) |
| Grecia             | Big Brother Big Mother                            | ANT1 | Website | - Giorgios Xanthopoulos (113 giorni) - Alexandros Moskhos (116 giorni) - Thodores Jspógloy (113 giorni) - Nikos Papadopoulos (119 giorni) - Giannis Foukakis |
| Israele            | Ha'Ach Ha'Gadol                                   | Channel 2 - Keshet | Website | - Shifra Kornfeld - Eliraz Sadeh - Yaakon Jackie Menahem - Yekutiel Sebbag |
| India              | Bigg Boss                                         | Sony Tv 2006-2007 Colors Tv-2007 presente | Arshad Warsi 1 Shilpa Shetti 2 Amitabh Bachchan 3 Sanjay Dutt 5 Salman Khan 4-5-6-7-8-9-10-11 Farah Khan 8                                                                                | - Rahul Roy (86 giorni) - Ashutosh Kaushik (98 giorni) - Vindu Dara Singh (84 giorni) - Shweta Tiwari (96 giorni) - Juhi Parmar (98 giorni) - Urvashi Dholakia (97 giorni) - Gauhar Khan (105 giorni) - Gautam Gulati (105 + 28 giorni) - Prince Narula (105 giorni) - Manveer Gurjar (105 giorni) |
| Italia             | Grande Fratello                                   | Canale 5 | - Daria Bignardi 1ª e 2ª edizione - Barbara D'Urso dalla 3ª alla 5ª edizione e la 15ª e 16ª edizione - Alessia Marcuzzi dalla 6ª alla 14ª edizione - Alfonso Signorini dalla 17ª edizione | - Edizione 1, 2000: Cristina Plevani (99 giorni) - Edizione 2, 2001: Flavio Montrucchio (92 giorni) - Edizione 3, 2003: Floriana Secondi (99 giorni) - Edizione 4, 2004: Serena Garitta (106 giorni) - Edizione 5, 2004: Jonathan Kashanian (71 giorni) - Edizione 6, 2006: Augusto De Megni (99 giorni) - Edizione 7, 2007: Milo Coretti (92 giorni) - Edizione 8, 2008: Mario Ferretti (92 giorni) - Edizione 9, 2009: Ferdi Beriša (99 giorni) - Edizione 10, 2009-2010: Mauro Marin (134 giorni) - Edizione 11, 2010-2011: Andrea Cocco (183 giorni) - Edizione 12, 2011-2012: Sabrina Mbarek (161 giorni) - Edizione 13, 2014: Mirco Petrilli (85 giorni) - Edizione 14, 2015: Federica Lepanto (78 giorni) - Edizione 15, 2018: Alberto Mezzetti (49 giorni) - Edizione 16, 2019: Martina Nasoni (64 giorni) - Edizione 17, 2023-2024: Perla Vatiero (197 giorni) - Edizione 18, 2024-2025: Jessica Morlacchi (197 giorni) |
| Italia             | Grande Fratello VIP                               | Canale 5 | - Ilary Blasi dalla 1ª alla 3ª edizione - Alfonso Signorini dalla 4ª alla 7ª edizione | - Edizione 1, 2016: Alessia Macari (50 giorni) - Edizione 2, 2017: Daniele Bossari (85 giorni) - Edizione 3, 2018: Walter Nudo (78 giorni) - Edizione 4, 2020: Paola Di Benedetto (92 giorni) - Edizione 5, 2020-2021: Tommaso Zorzi (169 giorni) - Edizione 6, 2021-2022: Jessica Hailé Selassié (183 giorni) - Edizione 7, 2022-2023: Nikita Pelizon (197 giorni) |
| Medio Oriente      | Big Brother Al Raiss                              | MBC | Website | - Interrotto |
| Messico            | Big Brother                                       | Televisa | Website | - Rocio Cardenas - Silvia Irabien (119 giorni) - Evelyn Nieto |
| Nigeria            | Big Brother                                       | M-Net | Website | - Katung Aduwak |
| Norvegia           | Big Brother                                       | TVNorge | Website | - Lars Joakim Ringom - Veronica Agnes Roso - Eva Lill Baukhol - Edizione in corso di svolgimento |
| Paesi Bassi        | Big Brother                                       | Tien TV | Website | - Bart Spring in 't Veld (106 giorni) - Bianca Hagenbeek (109 giorni) - Sandy Boots (114 giorni) - Jeanette Dennisson (118 giorni) - Joost Hoebink (121 giorni) - Jeroen Visser (102 giorni) |
| Pacifico           | Gran Hermano                                      | Telesistema RedTV ATV | Website | - Juan Sebastián López (Ecuador) (106 giorni) |
| Polonia            | Big Brother Wielki Brat                           | TVN (edizioni 1-3) - TV4 (edizioni 4, VIP, 5) | Website Archiviato il 24 settembre 2002 in Internet Archive. | - Janusz Dzięcioł (107 giorni) - Marzena Wieczorek (113 giorni) - Piotr Borucki (120 giorni) - Jolanta Rutowicz - Janusz Strączek - Jarosław Jakimowicz (edizione VIP) |
| Portogallo         | Big Brother                                       | TVI | Website Archiviato il 23 novembre 2010 in Internet Archive. | - Zé Maria Povinho - Henrique Guimarães - Catarina Eufémia - Nando Geraldes |
| Regno Unito        | Big Brother UK                                    | Channel 4 | Website | - Edizione 1, 2000: Craig Phillips - Edizione 2, 2001: Brian Dowling - Edizione 3, 2002: Kate Lawler - Edizione 4, 2003: Cameron Stout - Edizione 5, 2004: Nadia Almada - Edizione 6, 2005: Anthony Hutton - Edizione 7, 2006: Pete Bennett - Edizione 8, 2007: Brian Belo - Edizione 9, 2008: Rachel Rice - Edizione 10, 2009: Sophie Reade - Edizione 11, 2010: Josie Gibson - Edizione 12, 2011: Aaron Allard-Morgan - Edizione 13, 2012: Luke Anderson - Edizione 14, 2013: Sam Evans - Edizione 15, 2014: Helen Wood - Edizione 16, 2015: Chloe Wilburn - Edizione 17, 2016: Jason Burrill - Edizione 18, 2017: Isabelle Warburton - Edizione 19, 2018: Confermata |
| Regno Unito        | Celebrity Big Brother                             | Channel 4 | Website | - Edizione 1, 2001: Jack Dee - Edizione 2, 2002: Mark Owen - Edizione 3, 2005: Bez - Edizione 4, 2006: Chantelle Houghton - Edizione 5, 2007: Shilpa Shetty - Edizione 6, 2009: Ulrika Jonsson - Edizione 7, 2010: Alex Reid |
| Regno Unito        | Celebrity Big Brother                             | Channel 5 | Website | - Edizione 8, 2011: Paddy Doherty - Edizione 9, 2012: Denise Welch - Edizione 10, 2012: Julian Clary - Edizione 11, 2013: Rylan Clark - Edizione 12, 2013: Charlotte Crosby - Edizione 13, 2014: Jim Davidson - Edizione 14, 2014: Gary Busey - Edizione 15, 2015: Katie Price - Edizione 16, 2015: James Hill - Edizione 17, 2016: Scotty T - Edizione 18, 2016: Stephen Bear - Edizione 19, 2017: Coleen Nolan - Edizione 20, 2017: Sarah Harding - Edizione 21, 2018: in corso |
| Regno Unito        | Teen Big Brother                                  | Channel 4 | Website | - Edizione 1, 2003: Paul Brennan |
| Regno Unito        | Big Brother Panto                                 | Channel 4 | Website | - Edizione 1, 2004–05: Nessuno |
| Regno Unito        | Celebrity Hijack                                  | Channel 4 | Website | - Edizione 1, 2008: John Loughton |
| Regno Unito        | Ultimate Big Brother                              | Channel 4 | Website | - Edizione 1, 2010: Brian Dowling |
| Repubblica Ceca    | Big Brother Velký Bratr                           | TV NOVA | Website | - David Šín (113 giorni) |
| Romania            | Big Brother Fratele Cel Mare                      | PrimaTV | Website | - Soso Joi (113 giorni) - Iustin Popovici (123 giorni) |
| Russia             | Bol'shoy Brat                                     | TNT | Website | - Anastasia Yagaylova |
| Scandinavia        | Big Brother                                       | Kanal5 TVNorge | Website | - Britt Goodwin (Norvegia) (114 giorni) - Jessica Lindgren (Svezia) |
| Serbia             | Veliki Brat                                       | B92 | Website | - Ivan Pobednik (107 giorni) - Interrotto - Vladimir Arsić (101 giorni) - Marijana Čvrljak (106 giorni) |
| Slovacchia         | Big Brother                                       | TV Markíza | Website | - Richard Tkac |
| Spagna             | Gran Hermano                                      | Telecinco | Website | - Edizione 1: Ismael Beiro - 20.000.000 Pesetas - Edizione 2: Sabrina Mahi - 50.000.000 Pesetas (101 giorni in 1 casa) - Edizione 3: Javito García - 300.000 € (101 giorni in 1 casa) - Edizione 4: Pedro Oliva - 300.000 € (102 giorni in 1 casa) - Edizione 5: Nuria Yañez - 300.000 € (112 giorni in 1 casa) - Edizione 6: Juan José Rocamora - 300.000 € (109 giorni in 1 casa) - Edizione 7: Pepe Herrero - 300.000 € (108 giorni in 1 casa) - Edizione 8: Naiala Melo - 300.000 € (105 giorni in 1 casa) - Edizione 9: Judit Iglesias - 300.000 € (110 giorni in 1 casa) - Edizione 10: Iván Madrazo - 300.000 € (124 giorni in due case) - Edizione 11: Ángel Muñoz - 350.000 € (144 giorni in due case) - Edizione 12: Laura Campos - 300.000 € (145 giorni in due case) - Edizione 12+1: Pepe Flores - 300.000 € (131 giorni in due case) - Edizione 14: Susana Molina - 300.000 € (128 giorni in 1 casa) - Edizione 15: Paula González - 300.000 € (91 giorni in 1 casa) - Edizione 16: Sofía Suescún - 300.000 € (101 giorni in 1 casa) - Edizione 17: Beatriz Retamal - 300.000 € (105 giorni in 1 casa) - Edizione 18: Hugo Sierra - 300.000 € (89 giorni in 1 casa) |
| Spagna             | Gran Hermano VIP                                  | Telecinco | Website | - Edizione 1: Marlène Mourreau - 60.000 € (69 giorni) - Edizione 2: Ivonne Armant - 60.000 € (71 giorni) - Edizione 3: Belen Esteban - 100.000 € (75 giorni) - Edizione 4: Laura Matamoros - 100.000 € (99 giorni) - Edizione 5: Alyson Eckmann - 100.000 € (96 giorni) - Edizione 6: Miriam Saavedra - 100.000 € (99 giorni) - Edizione 7: Adara Molinero - 100.000 € (100 giorni) - Edizione 8: Naomi Asensi - 70.600 € (98 giorni) |
| Spagna             | Gran Hermano DUO                                  | Telecinco | Website | - Edizione 1: María Jesús Ruiz (93 giorni) - Edizione 2: in corso |
| Sudafrica          | Big Brother                                       | M-Net | Website | - Ferdinand Rabie (106 giorni) - Richard Cawood |
| Svezia             | Big Brother                                       | Kanal5 | Website | - Angelca Freij (103 giorni) - Ulrica Andersson (108 giorni) - Danne Sörensen (107 giorni) - Carolina Gynning (107 giorni) - Simon Danielsson (106 giorni) - Edizione in corso di svolgimento |
| Svizzera           | Big Brother                                       | TV3 | Website | - Daniela Kanton (106 giorni) - Christian Ponleitner (106 giorni) |
| Thailandia         | Big Brother                                       | ITV | Website | - Nipon Perktim (106 giorni) - Arisa Sonthirod (107 giorni) |
| Ungheria           | Big Brother Nagy Testvér                          | TV2 | Website | - Evi Párkányi (131 giorni) - Zsofi Horvath (134 giorni) |
| USA                | Big Brother                                       | CBS | Website | - Edizione 1, 2000: Eddie McGee - Edizione 2, 2001: Will Kirby - Edizione 3, 2002: Lisa Donahue - Edizione 4, 2003: Jun Song - Edizione 5, 2004: Drew Daniel - Edizione 6, 2005: Maggie Ausburn - Edizione 8, 2007: Dick Donato - Edizione 9, 2008: Adam Jasinski - Edizione 10, 2008: Dan Gheesling - Edizione 11, 2009: Jordan Lloyd - Edizione 12, 2010: Hayden Moss - Edizione 13, 2011: Rachel Reilly - Edizione 14, 2012: Ian Terry - Edizione 15, 2013: Andy Herren - Edizione 16, 2014: Derrick Levasseur - Edizione 17, 2015: Steve Moses - Edizione 18, 2016: Nicole Franzel - Edizione 19, 2017: Josh Martinez - Edizione 20, 2018: Confermata |
| USA                | Celebrity Big Brother                             | CBS | Website | - Edizione 1, 2018: Confermata |
| USA                | Big Brother: All-Stars                            | CBS | Website | - Edizione 7, 2006: Mike Malin |
| USA                | Big Brother: Over The Top (edizione digitale)     | CBS All Access | Website | - Edizione 1, 2016: Morgan Willett |